# Tetramerium guerrerense
Tetramerium guerrerense är en akantusväxtart som beskrevs av T.F. Daniel. Tetramerium guerrerense ingår i släktet Tetramerium och familjen akantusväxter. Inga underarter finns listade i Catalogue of Life.